# Ostatnie dni na Marsie
Ostatnie dni na Marsie (oryg. The Last Days on Mars) – brytyjsko-irlandzki film fabularny z 2013 roku, napisany przez Clive’a Dawsona oraz wyreżyserowany przez Ruairí Robinsona. W filmie w rolach głównych wystąpili Liev Schreiber, Elias Koteas, Romola Garai i Olivia Williams. Obraz oparto na kanwie noweli Sydneya Jamesa Boundsa pod tytułem The Animators. The Last Days on Mars swoją premierę miał 20 maja 2013, kiedy emitowany był w sekcji „Quinzaine des Réalisateurs” podczas 66. Międzynarodowego Festiwalu Filmowego w Cannes. Zdjęcia do filmu kręcono w Jordanii. W Polsce dopuszczony do dystrybucji telewizyjnej - Canal+ Polska.

## Obsada
- Liev Schreiber − Vincent Campbell
- Elias Koteas − Charles Brunel
- Romola Garai − Rebecca Lane
- Goran Kostić − Marko Petrovic
- Johnny Harris − Robert Irwin
- Tom Cullen − Richard Harrington
- Yusra Warsama − Lauren Dalby
- Olivia Williams − Kim Aldrich

## Nagrody i wyróżnienia
- 2014, Irish Film and Television Awards:
  - nominacja do nagrody IFTA w kategorii najlepszy reżyser (Ruairí Robinson)[4]